# Carl Wünnenberg
Carl (Karl) Wünnenberg (* 10. November 1850 in Uerdingen; † 11. Februar 1929 in Kassel) war ein deutscher Maler und Hochschullehrer an der Akademie in Kassel.

## Leben
Wünnenberg kam 1850 als Sohn des Landschaftsmalers Walther Wünnenberg (* 1818; † um 1900) zur Welt. Sein Vater, der Kaufmann und später Eisenbahnbeamter war, hatte Ende der 1850er Jahre als Autodidakt zur Malerei gefunden. Wünnenberg studierte von 1864 bis 1870 an der Düsseldorfer Akademie. Andreas und Karl Müller, Heinrich Lauenstein, Wilhelm Sohn, Ernst Deger Julius Roeting und Eduard Gebhardt waren dort seine Lehrer. Er malte überwiegend Genrebilder. Bereits sein erstes Werk Eine junge Mutter konnte er verkaufen. Er war ein Freund des Malers Louis Kolitz, dem er später nach Kassel folgte. Ab September 1876 unternahm er eine Studienreise nach Rom, wo er sich bis 1880 aufhielt. Zu dieser Zeit besuchte er auch Paris und gewann 1878 in London die Große Goldene Medaille. Ab 1882 lehrte er als Professor an der Kasseler Akademie, lebte jedoch auch zeitweise wieder in Rom. Er stellte seine Bilder mehrfach bei der Münchener Jahresausstellung im Glaspalast aus. Später wurden sie unter anderem von der Staatlichen Gemälde Galerie Kassel, der Städtischen Galerie Kassel und der Galerie des Drexel Instituts Philadelphia gezeigt. 1914 bis 1917 gestaltete er den (1954 entfernten) Figurenfries  Töchter des Danaos im Hörsaal des Hessischen Landesmuseums in Kassel. Eine dazugehörige Aquarellsammlung bewahrt die Graphische Sammlung. Neben Gemälden schuf er auch Plastiken, die meist im Modellzustand verblieben. Wegen eines Augenleidens, das schließlich zur völligen Erblindung führte, musste er seine künstlerische Arbeit frühzeitig aufgeben. In den städtischen Akten findet sich im Jahre 1937 der Hinweis, dass Bildhauer Fritz Cauer ein Grabmal für Wünnenberg plane, dessen Ausführung jedoch nicht zustande kam.

## Werke (Auswahl)
- Eine junge Mutter
- Betende Frau im Kirchenchor
- Am Beichtstuhl
- Im Park
- Dame mit spielenden Kätzchen
- Kentaur

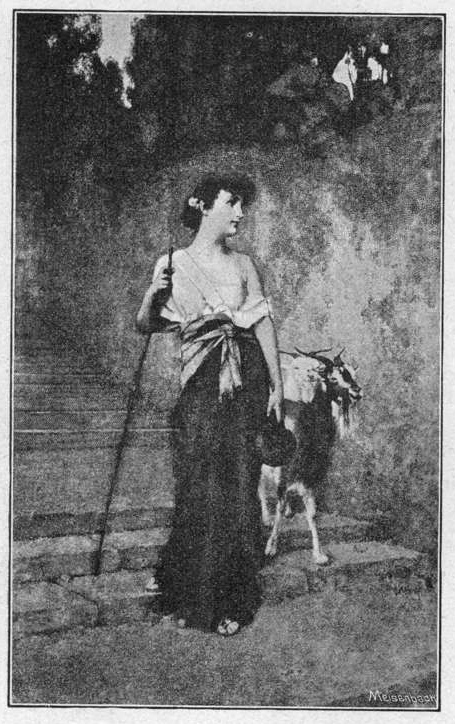
Wünnenbergs Bild Heimkehr im Katalog der III. Internationalen Kunstausstellung, München 1888

- Heimkehr, im Katalog der Münchener Jahresausstellung 1888
- Kinder der Flora, im Katalog der Münchener Jahresausstellung 1891
- Abendstimmung, 1895
- Madonna mit Kind und zwei musizierenden Hirten, 1895, Signatur unten rechts C.WÜNNENBERG, Leinwand, 172,5 × 128,2 cm, Museum Kassel
- Opferblumen, 1896
- Madonna und Pifferari, 1897, gezeigt auf der Münchener Jahresausstellung 1897
- Italienischer Landmann mit Kind in einer Kirche, Katalog der Staatlichen Gemälde Galerie Kassel 1913
- Töchter des Danaos, 1914–17, Figurenfries, ehemals im Hörsaal des Hessischen Landesmuseums in Kassel
- Traubenpflücken, Katalog der Galerie des Drexel Instituts Philadelphia 1935

## Schüler
- Heinrich Dersch
- Heinrich Hoffmann (1859–1933)